# Ranunculus millani
Ranunculus millani är en ranunkelväxtart som beskrevs av F. Müll.. Ranunculus millani ingår i släktet ranunkler, och familjen ranunkelväxter. Inga underarter finns listade i Catalogue of Life.